# Audrey Azoulay
Audrey Azoulay, född 4 augusti 1972 i La Celle-Saint-Cloud, är en fransk politiker inom Socialistiska partiet. Sedan 15 november 2017 är hon generaldirektör för Unesco. Mellan 16 februari 2016 och 10 maj 2017 var hon Frankrikes kulturminister i Regeringen Valls II. Hon efterträdde Fleur Pellerin på posten.

## Biografi
Audrey Azoulay har marockanskt påbrå och hennes far André Azoulay har varit rådgivare till kung Mohammed VI av Marocko. Hon har studerat ekonomi vid Université Paris-Dauphine och har en Master of Business Administration-examen från Lancaster University i Storbritannien.
Azoulay är inte folkvald politiker. Hon har tidigare arbetat som rådgivare i kulturfrågor i president Hollandes personliga stab. Innan dess var hon högt uppsatt chef inom det franska filminstitutet CNC och utnämningen av henne som kulturminister sågs som ett tecken på att kulturdepartementet skulle komma att lägga mer fokus på fransk film.
Under hennes tid som kulturminister, ökade hon sin avdelnings budget med 6,6% till totalt 2,9 miljarder dollar år 2017 – det största beloppet av statliga medel som avsatts till konst i landets historia.
Internationellt har Azoulay haft en nyckelroll i de gemensamma initiativen från Frankrike, UNESCO och Förenade Arabemiraten för att skydda kulturarv i konfliktzoner, som tillkännagavs i december 2016 och hon undertecknade Florensdeklarationen som fördömde förstörelsen av kulturområden vid första G7 kulturministermötet i mars 2017. Den 24 mars 2017 presenterade hon resolutionen 2347 om skyddet av kulturarv i väpnade konflikter i FN:s säkerhetsråd. Denna resolution, på förslag av Frankrike, Italien och Unesco, antogs enhälligt.
År 2017 var Azoulay en av nio kandidater för att efterträda Irina Bokova som generaldirektör i Unesco. Audrey Azoulay utsågs till ny generaldirektör av Unescos generalkonferens den 10 november 2017.